# Alódio
Um alódio (do latim tardio alodium, derivado do frâncico all "todo" + od "propriedade") é um conceito de alguns sistemas de direito imobiliário. Descreve uma situação onde uma propriedade (terra, construções e instalações) está inteiramente "livre de foros, vínculos, pensões e ônus". Um título alodial é inalienável, no sentido de que não pode ser revogado por qualquer ação legal, seja por qual motivo for.
No uso legal comum, o título alodial é utilizado para diferenciar a posse absoluta da terra por indivíduos da posse feudal, onde a posse da propriedade depende do relacionamento com um senhor feudal ou monarca. Segundo a definição do dicionário Webster (edição de 1825), um alódio é "terra cujo proprietário detém sua posse absoluta, propriedade mantida com absoluta independência, sem estar sujeita a qualquer arrendamento, serviço ou reconhecimento de um superior". É, portanto, o oposto de feudo.
A posse alodial verdadeira é rara, estando a maior parte das propriedades no âmbito da Lei Comum, principalmente no Reino Unido, Estados Unidos, Canadá, Austrália e Nova Zelândia, descrito mais apropriadamente como fee simple (ou seja, sujeito às restrições básicas impostas pelo governo). Em particular, a terra é dita como sendo "posse da Coroa" na Inglaterra e Gales e nos países da Commonwealth. Na Inglaterra não há terra alodial, toda a terra pertence à Coroa; mesmo nos Estados Unidos, a maior parte das terras não são alodiais, como evidencia a existência de impostos territoriais. Alguns dos países da Commonwealth reconhecem terras indígenas, uma forma de posse alodial que não se origina de uma concessão da Coroa.
Na França, o alódio é referido já na lei sálica. Posteriormente, a posse alodial era rara e limitada a propriedades da Igreja e propriedades que haviam rompido com a posse feudal. Depois da Revolução Francesa, a posse alodial tornou-se a norma na França e na lei de outros países sob influência napoleônica. Curiosamente, Quebec adotou uma forma de posse alodial quando aboliu o senhorialismo em meados do século XIX, tornando as formas de posse no Alto e Baixo Canadá notavelmente semelhantes em substância.
A propriedade mantida sob posse alodial é citada como terra alodial, allodium ou alódio.

### Em inglês
- Informações sobre posse alodial
- Posse alodial em Nevada

### Em português
- Direitos Reais: Domínio e Propriedade por André Rubens Didone. Em Revista Imes. Acessado em 26 de julho de 2007.

- Visão histórica do direito de propriedade imóvel por Celso Marini. Acessado em 26 de julho de 2007.